# Verzasca-dalen
Verzasca-dalen er en dal i Schweiz. Dalen støder op til Lago Maggiore nær ved Locarno i kantonen Ticino. Dalen ender blindt, idet der ikke findes pasovergange, tunneler eller andet inderst i dalen.
I den nederste del af dalen ligger Verzasca-dæmningen, der er bygget tværs over dalen. Dæmningen dæmmer op for Verzasca-floden og skaber derved den kunstige sø Lago di Vogorno, ca. 2 km fra Lago Maggiore. Ved dæmningen er et vanddrevet kraftværk, der kan levere op til 105 MW. Dæmningen og kraftværket blev bygget i årene 1961 – 1965 og blev taget i brug så snart reservoiret var fyldt.
Dæmningen er et populært mål for bungy-jumpere. Dette tog sin begyndelse efter at en James Bond-stuntman sprang ud herfra i åbningsscenen i filmen GoldenEye fra 1995, et spring, der sidenhen er gået over i filmhistorien.
Længere inde i dalen ligger flere småbyer, og det samlede befolkningstal i hele Verzasca-dalen er på 3.200 (2004). Småbyerne i dalen hedder Mergoscia, Vogorno, Corippo, Lavertezzo, Brione, Gerra, Frasco og Sonogno. Nær byen Lavertezzo ligger den lille 2.000 år gamle romerske kampestensbro, Ponte dei Salti, der er et velbesøgt turistmål.